# Kolumbijská kravata
Kolumbijská kravata (španělsky Corbata colombiana) je metoda popravy, při které je oběti proříznuto hrdlo nožem nebo jiným ostrým předmětem a její jazyk vytažen ven skrz proříznutou ránu, takže připomíná jakousi velmi krátkou kravatu (vázanku). Tento nechvalně známý způsob zavraždění byl zpopularizován od 50. let 20. století. Jde o metodu psychologické války, jejímž cílem je vyděsit a zastrašit celé skupiny obyvatel. Metoda byla „vynalezena“ v průběhu éry La Violencia (1948–1958), kolumbijské občanské války, jež přinesla statisíce obětí a mimořádnou krutost použitých mučících a popravčích metod. Ty, včetně kravaty, nalezly své uplatnění i v následujících desetiletích (a to nejenom v Kolumbii), zejména u různých paramilitárních skupin.